# Erhu
Az erhu (二胡) vagy nanhu (南胡),
Európában gyakran kínai hegedű egy jellegzetes hangú, középkori eredetű távol-keleti kéthúros vonós hangszer.

## Neve
A hu (胡) szótag arra utal, hogy a hu-csin (huqin) csoportba tartozik a kínai hangszerek között. Rokon hangszerek a csung-hu (zhonghu), kao-hu (gaohu) és a hszi-hu (xihu). Az er (二) jelentése kettő, amely a húrok számát mutatja, a nan (南) pedig délit jelent, amely valószínűleg származására utal. Az erhu mai formájában a 18. század óta létezik, feltételezések szerint a 10. században Kínába került, pengetős hszi-csinből (xiqinből) származik.

## Felépítése
A nyárslantok közé tartozik, tehát egy hosszú rúdból áll, ami egy rezonátortesten halad keresztül. A húrok a rúd alsó végétől futnak a lábon megtörve a rúd felső végén lévő kulcsokig. A rezonátortest egy kifeszített kígyóbőrrel dobszerűen bevont hat- vagy nyolcszögletű fadoboz, a hátán nyitott. A hangszer hangolófejét denevér- vagy sárkányfej formájúra faragják ki, a kulcsok hátsó állásúak. A húrok eredetileg selyemfonatból, újabban acélból készülnek.

## Játékmód
Ülve játszanak rajta, a hangszer függőleges helyzetben a játékos bal combján nyugszik. A hangszernek nincs fogólapja, tehát a hangmagasságokat a bal kéz ujjainak a húrokhoz történő szorításával lehet módosítani. A jobb kéz tartja a vonót, a hangszertető síkjára közel merőleges helyzetben, a nyak és a test találkozási pontjánál.
A hegedűtől eltérően itt a hangszertestben nincsen lélek, ezért az erhu vonóval csak akkor szólal meg, ha a vonó a tető síkjára közel merőleges irányban mozogva gerjeszti a húrokat. Ezt a hangszer formája alapvetően lehetővé teszi, viszont ekkor az egyik húrról a másikra történő átmenetkor a vonót (vagy a hangszert) 180 fokban kellene megfordítani, ami nehézkessé tenné a folyamatos játékot. Ennek elkerülése céljából a vonó szőre a két húr között van átfűzve, így a vonó finom áthelyezésével, nyomásirányának megváltoztatásával oldható meg a két húr között az átmenet.